# Lac Traverse
Pour les articles homonymes, voir Lac Traverse (homonymie).
Le lac Traverse se trouve aux États-Unis, le long de la frontière entre les États américains du Minnesota et du Dakota du Sud. Il mesure une cinquantaine de kilomètres de long.

## Géographie
Le lac Traverse est le point le plus méridional du bassin hydrographique de la baie d'Hudson en Amérique du Nord. Ce lac est alimenté par les eaux de la rivière Mustinka.
Un faible écart territorial sépare la ligne continentale du partage des eaux depuis la rive sud du lac Traverse à la Little Minnesota, qui fait partie du système du fleuve Mississippi.
Pendant la période préhistorique de la glaciation de Würm, l'extrémité sud du lac Traverse fut la partie méridionale du lac glaciaire Agassiz qui sculpta la vallée de la rivière maintenant occupée par l'actuelle rivière du Minnesota.
Le lac Traverse franchit à son extrémité nord au-delà un barrage construit par Le Corps du génie de l'armée des États-Unis, puis s'écoule dans la rivière Bois de Sioux, un affluent de la rivière Rouge du Nord.
Tout comme d'autres toponymies de cette région, le nom d'origine française lui fut donné par les premiers trappeurs et coureurs des bois français et Canadiens français qui parcouraient la région et entrèrent en contact avec les Amérindiens.
Une réserve indienne fut créée et prit le nom de "Lake Traverse Indian Reservation". Elle héberge les tribus Sioux des Sisseton-Wahpeton. 